# 드래곤 퀘스트 캐릭터즈 토르네코의 대모험 2: 불가사의 던전
《드래곤 퀘스트 캐릭터즈 토르네코의 대모험 2: 불가사의 던전》은 춘소프트와 매트릭스 소프트웨어가 개발하고 에닉스가 배급한 1999년 롤플레잉 비디오 게임이다. 《드래곤 퀘스트》 시리즈 외전작이자 토르네코가 등장하는 두 번째 《불가사의 던전》 게임이다. 플레이스테이션 플랫폼으로 개발돼 일본서 1999년 9월 15일 처음 출시됐다. 북미에선 《토르네코: 마지막 희망》이라는 제목으로 2000년 11월 15일 발매됐다.
전작 《토르네코의 대모험: 불가사의 던전》으로부터 반 년 후가 배경으로, 토르네코의 고향에 걸린 저주를 풀기 위해 그가 다시 모험을 떠나는 이야기를 담았다. 전작처럼 절차 생성으로 임의로 제작되는 던전 내에 있는 물건들을 회수하는 것이 주목표이다. 음식을 지속적으로 섭취하지 않으면 체력이 감소하는 '허기' 시스템과 게임을 끄지 않는 동안에 던전 탐험 중 세이브할 수 있는 기능 등이 추가됐다.
2001년에 일본서 게임보이 어드밴스 이식판이 발매됐다.

## 반응
《토르네코의 대모험 2》는 플레이스테이션판이 리뷰 애그리게이터 웹사이트 메타크리틱에서 66/100점을 기록했다.

### 흥행
일본에서 《토르네코의 대모험 2》가 발매해에 578,000장 이상 판매됐다.

## 참조

### 내용주
1. ↑  일본어: ドラゴンクエストキャラクターズ トルネコの大冒険2 不思議のダンジョン
2. ↑  영어: Torneko: The Last Hope